# Seno etmoidale
I seni etmoidali, o cellule etmoidali, o cellette etmoidali o labirinti etmoidali sono scavate nelle masse laterali dell'etmoide, sono generalmente in numero superiore a dieci, hanno nel complesso una forma a parallelepipedo e sono suddivise in anteriori e posteriori. Risultano incuneate tra le cavità nasali, di cui costituiscono una parte della porzione laterale, sono al di sotto dell'osso frontale, anteriormente all'osso sfenoide e al di sopra della mascella. Alla vista sono simili a cellette a nido d'ape, anche se sono di forma e dimensioni irregolare, le pareti, molto sottili, sono formate da tessuto osseo compatto di tipo lamellare. La vascolarizzazione arteriosa è fornita dall'arteria sfenopalatina, e dall'arteria etmoidale, il sistema venoso drena nella vena oftalmica e nel plesso pterigoideo e il circolo linfatico afferisce ai linfonodi della fossa pterigomascellare, della catena giugulare interna e ai linfonodi prevertebrali. All'innervazione provvede la prima branca del trigemino.
Lateralmente e inferiormente alla lamina cribrosa, si sviluppano i labirinti etmoidali, due parallelepipedi nei quali si individuano sei facce.
La faccia anteriore si articola con l'osso lacrimale e raggiunge il processo frontale della mascella, mentre la faccia posteriore si articola con il corpo dell'osso sfenoide e con il processo orbitario della lamina perpendicolare dell'osso palatino.La faccia superiore ospita un gruppo di cellule etmoidali incomplete che si appongo a quelle dell'osso frontale in corrispondenza dell'incisura etmoidale.Vi sono anche due docce trasversali che insieme a docce analoghe presenti sulla faccia inferiore dell'incisura etmoidale dell'osso frontale, delimitano i formai o canali etmoidali anteriori e posteriori (che mettono in comunicazione la cavità orbitaria con la fossa cranica anteriore).La faccia inferiore si articola con la mascella, su questa faccia si individua il processo uncinato, una lunga e sottile lamella ossea diretta in basso, indietro e lateralmente, che raggiunge la conca nasale inferiore. Posteriormente al processo uncinato si individua la bolla etmoidale, una sporgenza con pareti sottili.Anteriormente alla bolla etmoidale si apprezza lo iato o l'apertura semilunare, che rappresenta lo sbocco inferiore dell'infundibolo etmoidale, canale che drena il seno frontale.La faccia laterale, sottile e liscia, prende il nome di lamina orbitaria (o lamina papiracea) e forma parte della parete mediale della cavità orbitaria, articolandosi in avanti con l'osso lacrimale e indietro con l'osso sfenoide e l'osso palatino. La faccia mediale forma parte della parete laterale della cavità nasale, ed è resa irregolare dalle conche (cornetti o turbinati) nasali superiori e media. Queste sono due sottili lamine ossee che si ripiegano su se stesse dirigendosi in basso e medialmente e delimitando i meati nasali superiori e medio. La conca nasale superiore, posta superiormente e posteriormente, è più piccola, mentre quella media è più grande e, indietro, si articola con l'osso palatino. Nella porzione più alta delle cavità nasali può essere individuata talvolta una conca nasale suprema.

## Galleria d'immagini

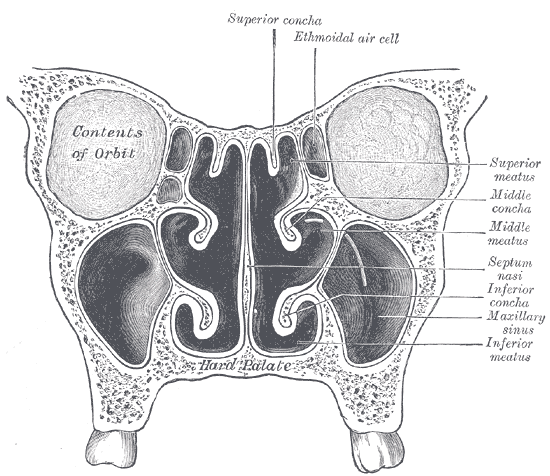
Sezione coronale delle cavità nasali.
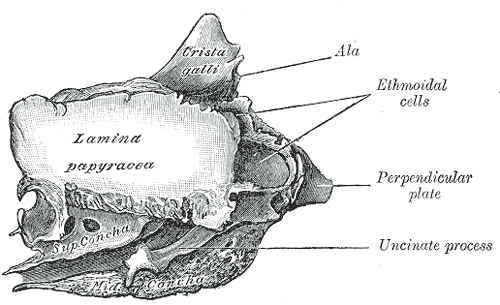
Etmoide, visione da destra.